# Szemsávos rozsdásrigó
A szemsávos rozsdásrigó (Cossypha heuglini) a madarak (Aves) osztályának verébalakúak (Passeriformes) rendjéhez, ezen belül a légykapófélék (Muscicapidae) családjához tartozó faj.

## Rendszerezése
A fajt Gustav Hartlaub német ornitológus írta le 1866-ban. Tudományos faji nevét Theodor von Heuglin német utazó és ornitológus tiszteletére kapta.

## Alfajai
- Cossypha heuglini heuglini Hartlaub, 1866
- Cossypha heuglini intermedia (Cabanis, 1868)
- Cossypha heuglini subrufescens Bocage, 1869

## Előfordulása
Angola, Botswana, Burundi, Csád, a Dél-afrikai Köztársaság, Etiópia, Gabon, Kamerun, Kenya, a Kongói Demokratikus Köztársaság, a Közép-afrikai Köztársaság, Malawi, Mozambik, Namíbia, Ruanda, Szomália, Szudán, Szváziföld, Tanzánia, Uganda, Zambia és Zimbabwe területén honos.
Természetes élőhelyei a szubtrópusi és trópusi hegyi esőerdők, száraz erdők, szavannák és cserjések, valamint vidéki kertek és városi régiók. Állandó, nem vonuló faj.

## Megjelenése
Testhossza 20 centiméter, testtömege 20-44 gramm.
|  |

## Természetvédelmi helyzete
Az elterjedési területe rendkívül nagy, egyedszáma pedig stabilt. A Természetvédelmi Világszövetség Vörös listáján nem fenyegetett fajként szerepel.